# Distretto di Surat
Il distretto di Surat è un distretto del Gujarat, in India, di 4 996 391 abitanti. Il suo capoluogo è Surat.